# Ophiomyia tunisiensis
Ophiomyia tunisiensis är en tvåvingeart som beskrevs av Spencer 1977. Ophiomyia tunisiensis ingår i släktet Ophiomyia och familjen minerarflugor.
Artens utbredningsområde är Tunisien. Inga underarter finns listade i Catalogue of Life.